# Efraín Rico
Efraín Rico Lizarazo (Villapinzón, Cundinamarca, 1 de diciembre de 1967) es un exciclista colombiano de ruta.
Dentro de sus triunfos se destaca la clasificación general en la Vuelta a Costa Rica en 1988, el Tour de Guadalupe en 1988 y 1992, la Vuelta a Cundinamarca en 1994 y el Campeonato de Colombia de Ciclismo en Ruta en 1995.

## Palmarés
1985
- Vuelta del Porvenir de Colombia[1]

1987
- Clásica de El Carmen de Viboral[2]

1988
- Vuelta a Costa Rica[3]

1992
- Tour de Guadalupe

1994
- Vuelta a Cundinamarca
- Clasificación de la combinada, más una etapa en la Vuelta a Colombia

1995
- 1 etapa del Clásico RCN
- Campeonato de Colombia en Ruta

1996
- Clasificación de la combinada en la Vuelta a Colombia

## Resultados en lasgrandes vueltas
| Carrera         | 1992 | 1993 | 1994 | 1995 | 1996 | 1997 |
| Tour de Francia | Ab.  | -    | -    | -    | -    | -    |
| Giro de Italia  | 26º  | -    | -    | -    | -    | -    |
| Vuelta a España | -    | -    | -    | -    | -    | 57.º |

## Equipos
- Manzana Postóbon (Aficionado) (1987)
- Castalia (1988-1989)
- Manzana Postóbon (1990-1996)
- Telecom Discado Directo Internacional - Flavia (1997)
- Avianca - Telecom - Kelme (1998)